# Attobrou
Attobrou  è una città e sottoprefettura della Costa d'Avorio appartenente al dipartimento di Agboville. Conta una popolazione di 20 454 abitanti (censimento 2014).